# Andrena chapmanae
Andrena chapmanae är en biart som beskrevs av Henry Lorenz Viereck 1904. Andrena chapmanae ingår i släktet sandbin, och familjen grävbin. Inga underarter finns listade i Catalogue of Life.